# Robert Kazinsky
Robert John Appleby (Haywards Heath, Inglaterra; 18 de noviembre de 1983), más conocido como Robert Kazinsky, es un actor británico, más conocido por haber interpretado a Sean Slater en la serie británica EastEnders.

## Biografía
Es hijo de Phyllps y Paul Appleby. Robert decidió tomar "Kazinsky", el segundo nombre de su abuelo, como su nombre artístico.
Es muy buen amigo de los actores Jamie Lomas, Kara Tointon, Ricky Whittle, Danny Husbands, Junior Nunoo, Julie Healy, Lauren Gold, Matt Di Angelo y Rita Simons.
En abril de 2007 comenzó a salir con la actriz Jennifer Bidall, sin embargo la relación terminó en 2008.
En 2010 comenzó a salir con la actriz estadounidense Daniela Ruah, pero la relación terminó en 2011.

## Carrera
En 2005 se unió a la novena temporada de la serie Dream Team, donde interpretó al jugador de fútbol Casper Rose hasta 2006, después de que los productores decidieran que su personaje muriera después de que Robert anunciara sus ganas de salir de la serie.
El 22 de agosto de 2006 se unió al elenco de la exitosa serie británica EastEnders donde interpretó al 'chico malo' Sean Slater, hermano mayor de Stacey, hasta el 1 de enero de 2009, después de que su personaje se fuera de Waldford al enterarse de que no era el padre biológico de Amy, la hija de Roxy Mitchell. En 2007 Robert dejó de interpretar a Sean por un tiempo después de que los productores decidieran suspenderlo por dos meses cuando se enteraron de que Rob se había envuelto en un escándalo después de haberle enviado mensajes sexuales a una modelo. Después de cumplir los dos meses, Robert regresó al trabajo y apareció de nuevo como Sean el 28 de mayo del mismo año.
En 2010 apareció como invitado en la serie Law & Order: LA donde interpretó a Ronnie Powell. Ese mismo año, el 22 de octubre, se anunció que Robert había sido escogido por Peter Jackson para interpretar a Fíli, uno de los miembros de la compañía de enanos, hermano de otro llamado Kíli que interpretaría Aidan Turner, en las tres películas basadas en El hobbit, entonces en preproducción como bilogía. Sin embargo, a finales de abril de 2011, Peter Jackson comunicó, vía Facebook, que el papel de Fíli será interpretado finalmente por Dean O'Gorman, actor neozelandés conocido por su papel en El joven Hércules, sin que trascendiera el motivo del reemplazo de Kazinsky.
En 2011 apareció como invitado en la serie estadounidense Brother & Sisters donde interpretó al doctor Rick Appleton, el exnovio de la enfermera Annie Miller, interés romántico de Justin Walker.
En 2012 apareció en la película Red Tails, donde interpretó al soldado Chester Barnes, un miembro de un equipo de bombarderos.  
En el 2013 apareció en la película Pacific Rim, dirigida por Guillermo del Toro, junto a los actores Charlie Hunnam e Idris Elba. Ese mismo año se unió al elenco principal de la sexta temporada de la serie True Blood, donde interpretó al vampiro Macklyn Warlow.
En 2015 se unió al elenco de la película Warcraft, actuando junto a los actores Ben Foster y Travis Fimmel.
En 2016 se unió al elenco principal de la serie Second Chance, donde interpretó a Jimmy Pritchard, hasta el final de la primera temporada, después de que la serie fuera cancelada.

## Filmografía

### Cine
| Año  | Título          | Personaje         | Notas                                                                                          |
| ---- | --------------- | ----------------- | ---------------------------------------------------------------------------------------------- |
| -    | Kingdom of Rain | Prior             | Junto a Kimberley Nixon y Julian Lewis Jones                                                   |
| 2016 | Warcraft        | Orgrim Doomhammer | Junto a Ben Foster, Travis Fimmel, Paula Patton, Dominic Cooper y Toby Kebbell                 |
| 2015 | Hot Pursuit     | Randy             | Junto a Sofía Vergara, Reese Witherspoon, Michael Mosley, Matthew del Negro y Richard T. Jones |
| 2013 | Pacific Rim     | Chuck Hansen      | Junto a Rinko Kikuchi, Idris Elba y Charlie Hunnam                                             |
| 2013 | Siren           | Guy               | Junto a Vinessa Shaw y Ross Partridge                                                          |
| 2012 | Red Tails       | Chester Barnes    | Junto a Terrence Howard, Cuba Gooding Jr. y Daniela Ruah                                       |
| 2011 | Timeless        | Warren            | Junto a Jürgen Prochnow y James Fisher                                                         |
| 2009 | Love            | Mickey            | Cortometraje; junto a Ruth Bradley, Martin Hancock y Elly Fairman                              |
| 2009 | Cowboys         | Mark              | Cortometraje; junto a Elliot Jordan                                                            |

### Televisión
| Año         | Título               | Personaje         | Notas                               |
| ----------- | -------------------- | ----------------- | ----------------------------------- |
| 2016        | Second Chance        | James Pritchard   | 11 episodios                        |
| 2013        | True Blood           | Macklyn Warlow    | 9 episodios                         |
| 2013        | Robot Chicken        | George Jetson     | Episodio: "Robot Fight Accident"    |
| 2011        | Brother & Sisters    | Dr. Rick Appleton | 2 episodios                         |
| 2010        | Law & Order: LA      | Ronnie Powell     | Episodio: "Sylmar"                  |
| 2006 - 2009 | EastEnders           | Sean Slater       | 254 episodios                       |
| 2005        | Dream Team           | Casper Rose       | 7 episodios                         |
| 2005        | The Basil Brush Show | Sven Garley       | Episodio: "Basil's Brush with Fame" |

### Apariciones
| Año  | Título          | Notas                          |
| ---- | --------------- | ------------------------------ |
| 2010 | The Real Hustle | Episodio: "The Diamond Geezer" |

## Premios y nominaciones
| Año  | Categoría                                          | Premio                       | Trabajo nominado | Resultado |
| ---- | -------------------------------------------------- | ---------------------------- | ---------------- | --------- |
| 2009 | Best Actor                                         | British Soap Award           | EastEnders       | Ganó      |
| 2009 | Sexiest Male                                       | British Soap Award           | EastEnders       | Nominado  |
| 2009 | Fatal Attraction (junto a Rita Simons)             | All About Soap Award         | EastEnders       | Ganaron   |
| 2009 | Killer Secret (junto a Rita Simons y Scott Maslen) | All About Soap Award         | EastEnders       | Nominados |
| 2008 | Fatal Attraction (junto a Jo Joyner)               | All About Soap Award         | EastEnders       | Nominados |
| 2009 | Male Hottie                                        | EastEnders Award             | EastEnders       | Ganó      |
| 2008 | Best Actor                                         | Daily Star Soaper Star Award | EastEnders       | Ganó      |
| 2008 | Sexiest Male                                       | Soaper Spy Award             | EastEnders       | Ganó      |
| 2008 | Best Bad Boy                                       | Soaper Spy Award             | EastEnders       | Nominado  |
| 2008 | Best Actor                                         | Soaper Star Award            | EastEnders       | Ganó      |
| 2008 | Villian of the Year                                | Digital Spy Soap Award       | EastEnders       | Nominado  |
| 2008 | Sexiest Male                                       | Digital Spy Soap Award       | EastEnders       | Nominado  |
| 2008 | Most Popular Actor                                 | Digital Spy Soap Award       | EastEnders       | Nominado  |
| 2008 | Best Bad Boy                                       | Inside Soap Awards           | EastEnders       | Nominado  |
| 2008 | Best Actor                                         | Inside Soap Awards           | EastEnders       | Ganó      |
| 2008 | Sexiest Male                                       | Inside Soap Awards           | EastEnders       | Ganó      |
| 2008 | Villian of the Year                                | British Soap Awards          | EastEnders       | Nominado  |
| 2008 | Sexiest Male                                       | British Soap Awards          | EastEnders       | Nominado  |
| 2008 | Fittest Fella                                      | All About Soap Awards        | EastEnders       | Nominado  |
| 2007 | Best Bad Boy                                       | Inside Soap Awards           | EastEnders       | Nominado  |
| 2007 | Sexiest Male                                       | Inside Soap Awards           | EastEnders       | Nominado  |
| 2007 | Villian of the Year                                | British Awards               | EastEnders       | Nominado  |
| 2007 | Sexiest Male                                       | British Soap Awards          | EastEnders       | Nominado  |
| 2006 | Villian of the Year                                | British Soap Awards          | EastEnders       | Nominado  |
| 2006 | Sexiest Male                                       | British Soap Awards          | EastEnders       | Nominado  |